# 林藍菜
林 藍菜（はやし あいな、1986年8月20日 - ）は、元富山テレビアナウンサー。富山県富山市出身。元ラジオ福島アナウンサー。富山県立富山南高等学校、フェリス女学院大学文学部卒業。O型。

## 来歴
- 大学在学中にtvkの『みんなが出るテレビ』（以下みんテレ）の「みんテレアルティメット部」の一員として参加。その後、2008年4月に正式に番組の女子大生レポーターとして加入。持ち前の明るさとアルティメットで培った体力を武器にムードメーカーとして活躍したが、同年12月に番組が終了したのを期にレポーターを卒業した。
- 2009年3月、フェリス女学院大学を卒業。同年4月、ラジオ福島へ入社。みんテレの女子大生レポーターからラジオ単営局のアナウンサーというケースは彼女が初。また、福島県の放送局に勤務するみんテレレポーター出身アナウンサーは坂本洋子（福島放送 → 静岡第一テレビ）、多田紗耶子（福島テレビ）に次いで3人目で、フェリス女学院大学出身のみんテレレポーターからのアナウンサーは成嶋早穂（元東海テレビ → セント・フォース）以来2人目となる。
- 2010年9月、ラジオ福島を退社。同年10月、地元にUターンし富山テレビに移籍。2016年4月1日をもってBBTを退社した。

## 出演番組
- 高校野球ダイジェスト2016（テレビ埼玉）

### 過去

#### テレビ神奈川
- みんなが出るテレビ（2008年4月 - 2008年12月）

#### ラジオ福島
- あいなとあらたの夜はこれから（毎週日曜日 20:00 - 21:00、2009年10月4日 - 2010年3月28日）
- バンボン･あいなのお菓子な二人（毎週日曜日 11:30 - 12:00、2009年10月4日 - 2010年9月26日）
- 土曜の夜はあいなにゾッコン（毎週土曜日 22:30 - 23:00、2010年4月3日 - 2010年9月25日）

#### 富山テレビ
- Youドキッ!たいむ（スポーツキャスター）
- BBTスーパーニュース チャンネル8（木・金のみ）